# Sielanki (Szymon Szymonowic)
Sielanki – zbiór sielanek Szymona Szymonowica, wydanych w 1614 roku, jako zbiorek dwudziestu idylli, którym poeta nadał, utrwaloną potem, nazwę gatunku: „sielanka” (od zapożyczonego wówczas z języka ruskiego słowa „sioło” – w dawnej polszczyźnie: ‘wieś’). Zostały do nich dołączone Nagrobki zbieranej drużyny.
Jak na ostatni utwór renesansowy, pojawiają się dość późno. Spod pras drukarskich wyszło już wiele tomików poetyckich z barokowymi nowościami, zanim uczony organizator i wykładowca Akademii Zamojskiej, sławny poeta polsko-łaciński, wystąpił ze swoim najwybitniejszym dziełem w języku polskim. Wystąpienie to wyraża pełną świadomość przemian zachodzących w literaturze. Szymonowic odczuwa odrębność swojej poezji na tle współczesnym. Dedykuje Sielanki marszałkowi Mikołajowi Wolskiemu jako jednemu z ostatnich ludzi chędogich (...) którzy ozdobnego | Wieku kwitnęli...

## Treść
Mimo uświadomionego poczucia przynależności do literatury poprzedniego wieku Szymonowic w zasadniczy sposób odnawia i przekształca obowiązującą konwencję sielankową. Wybiera tę drogę, która od Pieśni świętojańskiej o Sobótce, uznawanej za pierwszą polską sielankę, wiodła ku realizmowi.
Szymonowic za przykładem Jana Kochanowskiego zastosował w sielance trzynastozgłoskowy sylabowiec (7+6), o parzystych rymach żeńskich. Pisał językiem wykwintnym, poetyckim, o jasnej strukturze składniowej, unikając wypowiedzi wieloczłonowych.
W Żeńcach autor wprowadza autentycznego bohatera chłopskiego; nie jest to wizerunek prostaka, franta, opisywany w konwencji burleski jak w literaturze sowizrzalskiej, ani też bliżej nie skonkretyzowany rozmówca, potrzebny dla sformułowania pointy fraszki, jak w Przymówce chłopskiej Kochanowskiego. Bohaterowie Żeńców przedstawieni są w całej konkretności codziennego trudu; mają prawo do własnego języka, wrażliwości psychologicznej i akceptowanych norm moralnych. Ludowa pieśń o słoneczku, wytwór kultury tego środowiska, powtarzana jak refren, decyduje o osobliwym kształcie artystycznym utworu. Dramatyczność konfliktu między panem reprezentowanym przez ekonoma a chłopem pracującym na polu, zarysowana przejmująco w Żeńcach, przekracza wszelkie dopuszczalne dotychczas granice opisu życia na wsi. Poeta nie unika akcentów brutalnych, naturalistycznych – coś z barokowego kultu dysonansu i zmieszania odmiennych tonów przeniknęło jednak do świadomości pisarskiej dzierżawcy Czernięcina.
Rzeczywistość, która szeroką falą wtargnęła do sielanki Szymonowica, postawiła pod znakiem zapytania cały sens patriarchalnej mitologii i jej lokalizacji we wsi szlacheckiej. Autor maluje nie tylko obrazy z życia chłopskiego; opis obrzędu weselnego w Kołaczach uzupełnia realistyczną wizję świata scenami z dworku szlacheckiego. Obok najcenniejszych z punktu widzenia nowatorstwa sielanek realistycznych mieszczą się także w zbiorku Szymonowica utwory tradycyjne, konwencjonalne, powielające wątki starożytnej literatury bukolicznej (Teokryt i Wergiliusz), np. sielanki Dafnis, Czary. Rocznica przedstawia sylwetkę Jana Zamoyskiego; Ślub- obrzędy weselne z okazji ślubu młodego Sieniawskiego.
Szymonowic stworzył gotowy wzór, schemat kompozycyjny gatunku, wplatał w dialogi swoich pasterzy liczne refleksje i dygresje natury dydaktycznej.